# مانتیسلو (کنتاکی)
مانتیسلو (به انگلیسی: Monticello) شهری در ایالت کنتاکی کشور ایالات متحده آمریکا است که جمعیت آن در سرشماری سال ۲۰۱۰ میلادی، ۶٬۱۸۸ نفر بوده‌است.